# Jacek Bierut
Jacek Bierut (ur. 1964) – polski poeta, prozaik, krytyk literacki. Studiował filologię polską na uniwersytetach we Wrocławiu i w Lublinie, absolwent polonistyki UMCS.
Publikował m.in. w „Odrze”, „Kresach”, „Czasie Kultury”, „Akcencie”, „Studium”, „FA-arcie”.
Jeden z założycieli Fundacji Na Rzecz Kultury i Edukacji im. Tymoteusza Karpowicza i księgarni Tajne Komplety. Obecnie mieszka we Wrocławiu.

## Dorobek
Poezja
- Igła (2002)
- Fizyka (2008)
- Frak człowieka (2011)
- Kocia wiara (2018)
- Folie (2023)

Proza
- PiT (2007)
- Spojenia (2009)
- Hajs (2013)
- Pornofonia (2014)
- Powstanie grudniowe (2017)
- 71 - zbiór opowiadań (2019)
- Ludzie (2024)

Dramat
- Pestka mandarynki i inne dramaty (2021)

Eseje
- Przesieka (2018)

Opracowania
- Rozkład jazdy. Dwadzieścia lat literatury Dolnego Śląska po 1989 roku (2012, red. z Wojciechem Browarnym i Grzegorzem Czekańskim)

## Nagrody
Laureat nagród im. Kazimiery Iłłakowiczówny i Fundacji Kultury w konkursie „Promocja najnowszej literatury polskiej”, został nagrodzony także przez wrocławski oddział Stowarzyszenia Pisarzy Polskich w konkursie na książkowy Poetycki Debiut Roku 2001. Za tom Frak człowieka został nominowany do Wrocławskiej Nagrody Poetyckiej „Silesius” 2012.